# Abeille Liberté
El buque de salvamento Abeille Liberté es un remolcador de altura de 80 metros de eslora, con una fuerza de tracción de 200 toneladas, diseñado por el ingeniero naval noruego Sigmund Borgundvaaget y construido en los astilleros de Kleven Maritim situados en Gdansk, Polonia.
El Abeille Liberté es propiedad de la sociedad Abeilles International, estando fletado por el gobierno de Francia, siendo el reemplazo del Abeille Languedoc en el puerto de Cherburgo.
El Abeille Liberté tiene un barco gemelo, bautizado como Abeille Bourbon.

## Intervenciones relevantes
- Remolque del MSC Napoli en enero de 2007.[1]

### Buques de la clase
- / Abeille Bourbon

### Buques similares
- / Don Inda (BS-11)
- / Clara Campoamor (BS-32)

- Datos: Q318315
- Multimedia: Abeille Liberté (tugboat, 2005) / Q318315